# Comté de Turner (Géorgie)
Pour les articles homonymes, voir Comté de Turner et Turner.
Le comté de Turner est un comté de Géorgie, aux États-Unis.

## Démographie
| 1910   | 1920   | 1930   | 1940   | 1950   | 1960  |
| ------ | ------ | ------ | ------ | ------ | ----- |
| 10 075 | 12 466 | 11 196 | 10 846 | 10 479 | 8 439 |

| 1970  | 1980  | 1990  | 2000  | 2010  | - |
| ----- | ----- | ----- | ----- | ----- | - |
| 8 790 | 9 510 | 8 703 | 9 504 | 8 930 | - |